# Johann Heinrich Keller
Johann Heinrich Keller (* 4. März 1627 Basel; † 4. November 1708 ebenda) war ein schweizerischer Tischler und Verfasser eines Vorlagenwerks.

## Leben
Johann Heinrich Keller kaufte sich 1657 das Zunftrecht der Basler Spinnwetternzunft, die er ab 1668 im Grossen Rat vertrat und der er 1691–1708 als Zunftmeister vorstand. 1666 schuf Keller für die Basler Safranzunft ein Prunkbuffet, das sich heute im Kunstgewerbemuseum Berlin befindet. 1680 veröffentlichte er in Strassburg unter dem Titel Seulen undt Ziraten Buch ein Vorlagenwerk für Schreiner. Aus Kellers Werkstatt gingen auch sogenannte Bandmühlen für Basler Seidenbandfabrikanten hervor.
Sein Sohn Johann Jakob Keller (1665–1747) war ebenfalls gelernter Schreiner, betätigte sich aber vor allem als Bildhauer.